# Echeandía
Echeandía es una ciudad ecuatoriana, cabecera cantonal del Cantón Echeandía, perteneciente a la Provincia de Bolívar. Se localiza al occidente de la provincia, en los flancos externos de la cordillera occidental de los Andes, atravesada por el río Soloma, a una altitud de 320 m s. n. m. y con un clima lluvioso tropical. En el censo de 2022 tenía una población de 7138 habitantes, lo que la convierte en la centésima vigésima cuarta ciudad más poblada del país.

## Toponimia
El primer nombre de Echeandía, en su época de recinto de la parroquia Guanujo, fue Osoloma o Soloma. En 1920, con la expedición de la ordenanza que la ascendió a cabecera de una nueva parroquia, Osoloma cambió su nombre a Echeandía, en honor a Manuel de Echeandía, prócer de la independencia grancolombiana nacido en Guaranda. Echeandía es la adaptación al castellano del apellido vasco Etxeandia, que en euskera significa "la casa grande" (etxe, casa; handi, grande; -a, artículo).
El río que atraviesa la ciudad de Echeandía mantiene el nombre de Soloma.

## Historia

### Orígenes y época colonial
La influencia de culturas reconocidas, como son: Chorrera, Milagro-Quevedo, Colorado-Cayapas, Guangala, que entre otros factores determinantes como el clima, la cacaría abundante, la altura del terreno y la ausencia de inundaciones, la posición geográfica entre la sierra y la costa, dieron la factibilidad para el asentamiento de grupos de humanos aborígenes, en donde se conoce como el valle del Río Limón y la Cordillera del Chimbo.

### Época republicana
Una de las causas del progreso de colonización de Echeandía ha sido el auge de la plantación del caucho, producido en Echeandía y muy codiciado por los europeos en la Primera Guerra Mundial. Esto produjo desplazamientos migratorios especialmente de los habitantes de la parroquia de Guanujo, en donde existían latifundios y se asentaron grandes haciendas.

## Geografía

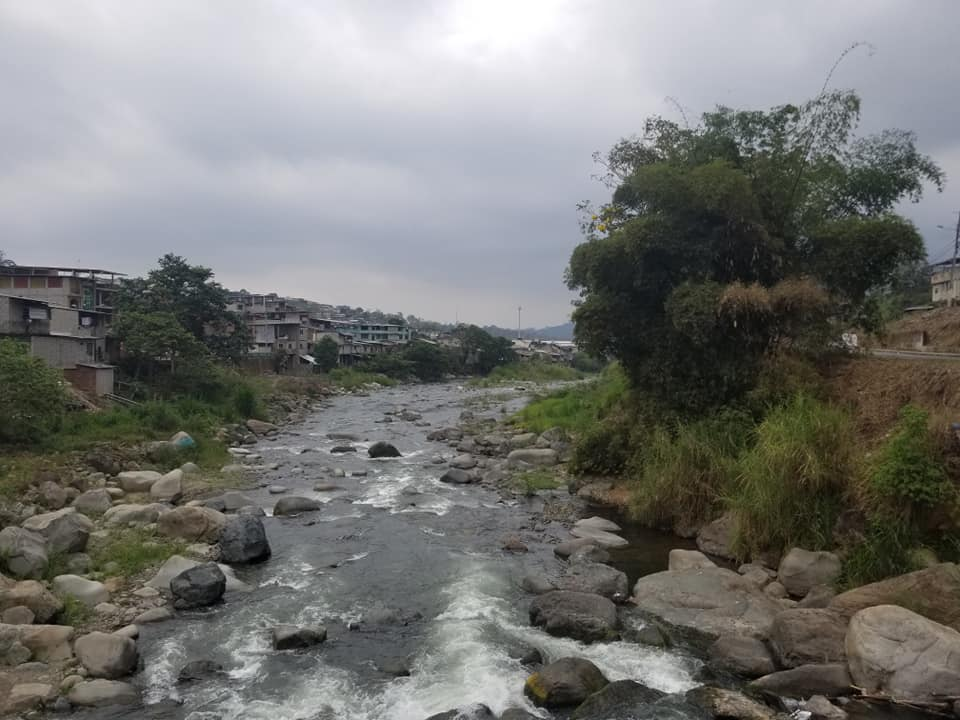
El río Soloma, a su paso por Echeandía.

Está ubicada al occidente de la provincia, en las estribaciones de la cordillera. 

### Clima
Climáticamente, pertenece a la zona subtropical, lo cual favorece su economía, ya que la mayor parte de la población se dedica a la agricultura.

### Relieve
El relieve de Echeandía se caracteriza por ser un relieve de montaña, lo que significa altas y escarpadas montañas. Y en menor porcentaje en especial el declive formado por el Río Soloma, el relieve presenta llanuras típicas de la Costa en una franja de no mayor a 50 m de ancho.

### Hidrografía
El río Soloma atraviesa la ciudad de este a oeste, es afluente del río Zapotal.

## Organización político-administrativa

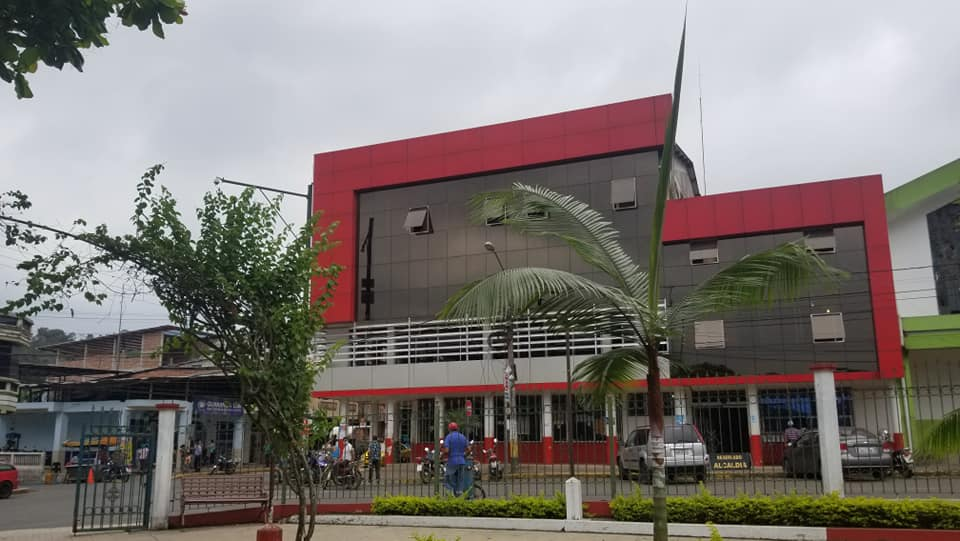
Sede de la Alcaldía de Echeandía

La ciudad y el cantón Echeandía, al igual que las demás localidades ecuatorianas, se rige por un gobierno municipal según lo estipulado en la Constitución Política Nacional. La Alcaldía de Echeandía es una entidad de gobierno seccional que administra el cantón de forma autónoma al gobierno central. El gobierno municipal está organizado por la separación de poderes de carácter ejecutivo representado por el alcalde, y otro de carácter legislativo conformado por los miembros del concejo cantonal. El Alcalde es la máxima autoridad administrativa y política del cantón Echeandía. Es la cabeza del cabildo y representante del municipio.

## Economía
La caña de azúcar cuya explotación por los métodos tradicionales son en promedio 36 toneladas por hectárea, las plantaciones están presentes en la mayoría de las fincas que producen panela y aguardiente. Precisamente esta fruta es la materia prima principal del famoso aguardiente llamado Pájaro Azul legalmente originario de Echeandia y comercializado con fama nacional desde Guaranda capital de la provincia.
Productos como café, cacao, banano y naranjas se los destina para el mercado interno; en cambio las panelas y aguardiente son fuentes de ingreso familiar en otras provincias.

## Transporte

### Carreteras
El principal eje vial de Echeandía es la carretera E494
| Escudo | Número | Nombre                          | Ruta                            |
| ------ | ------ | ------------------------------- | ------------------------------- |
|        | E494   | Vía Colectora Ventanas-Guaranda | Ventanas - Echeandía - Guaranda |

## Turismo

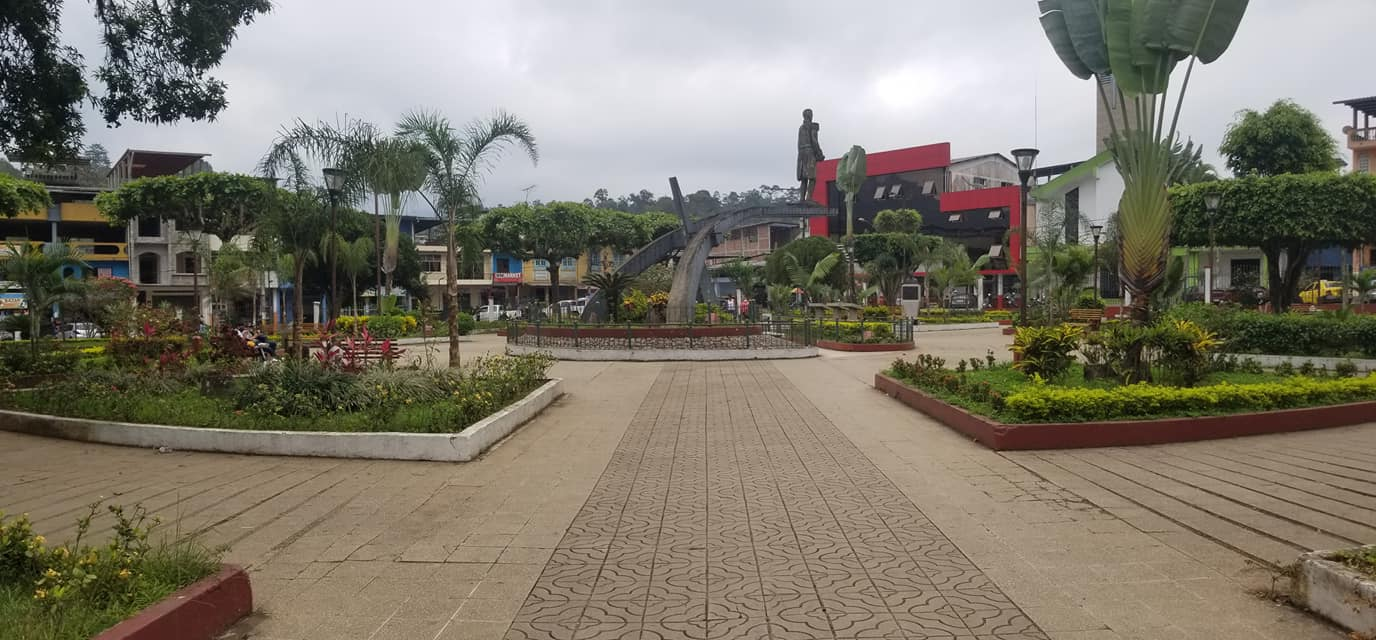
Parque Manuel de Echeandía

- Cascada Los Laureles: Se encuentra en la Comunidad Los Laureles a 7 km de distancia de la ciudad de Echeandía con una temperatura media de 20 °C y altura de 511 m s. n. m. El atractivo se encuentra rodeado por vegetación propia de subtrópico presenta una caída de agua aproximadamente 7 m. sus aguas son cristalinas y desembocan en un dique que se ha construido como piscina para los turistas que acuden al sitio.
- Poza Las Dos Bocas: Se encuentra aproximadamente a 20 minutos de la ciudad, en el recinto Las Bocas con un clima cálido, formada por la unión de los ríos Monterrey y Piedras goza de aguas tranquilas, limpias y cristalinas a la que las personas acuden a nadar, rodeada de abundante vegetación arbórea.
- Balneario y Eco turismo de Altamira. Parque turístico con fauna y animales silvestres de la zona, con una cascada natural muy atractiva de 30 m aproximadamente. Está a 7 minutos de la cabecera cantonal vía al recinto Camarón

## Fiestas mayores

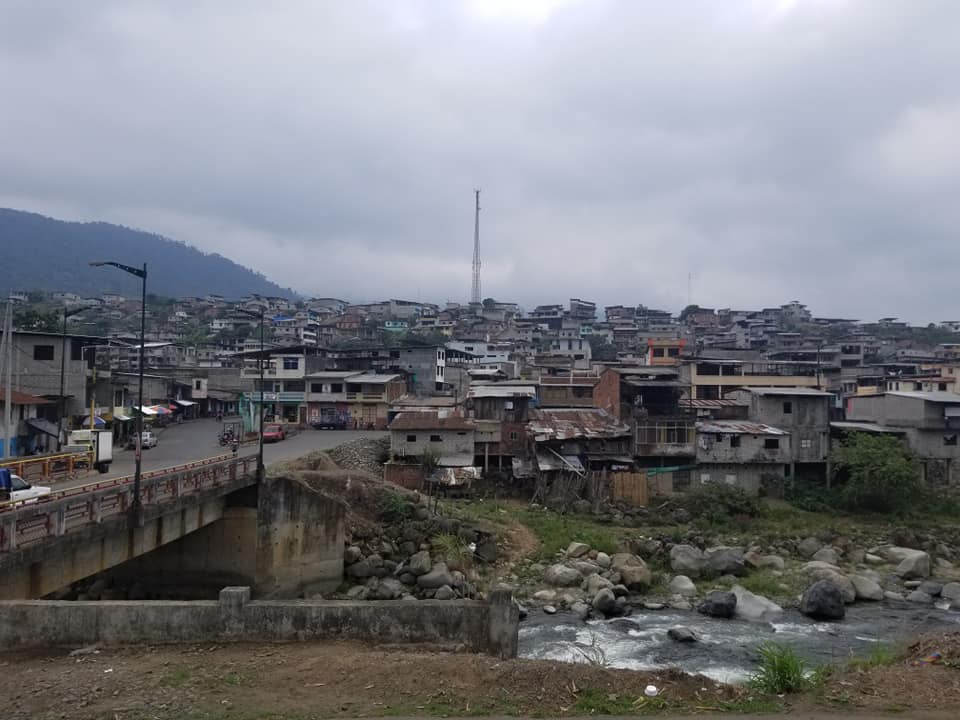
Panorámica de Echeandía.

El carnaval constituye la "Fiesta Mayor" de la ciudad y la provincia. Echeandía es conocida por esta expresión cultural de tradición popular. El carnaval que es celebrado en el mes de febrero convierte a esta ciudad en una de las ciudades más visitadas por los turistas nacionales como extranjeros. Existen varias comparsas previas, bailes tradicionales y aire festivo previo al juego con agua, serpentinas, cariocas, huevos, sumado a comidas típicas y el fuerte licor llamado Pájaro azul.